# Cerro Corá (Rio Grande do Norte)
Cerro Corá  este un oraș în Rio Grande do Norte (RN), Brazilia.